# Robert S. Griffin
Pour les articles homonymes, voir Griffin.
Robert S. Griffin, né le 6 mai 1940, est un essayiste et universitaire américain, professeur à l'université du Vermont, ayant exploré le thème de la société américaine.

## Publications
Essais
- Sports in the Lives of Children and Adolescents: Success on the Field and in Life (Westport, Connecticut:  Praeger, 1998)
- While There’s Time: Conservatism and Individualism in Education (Philadelphia: Xlibris, 2005)
- The Fame of a Dead Man’s Deeds: An Up-Close Portrait of White Nationalist William Pierce (Bloomington, IN: 1stBooks Library, 2001)
- One Sheaf, One Vine: Racially Conscious White People Talk About Race (Bloomington, IN: 1stBooks Library, 2004)
- Living White: Writings on Race, 2000-2005 (Bloomington, IN: Authorhouse, 2006)

Autres publications
- A Case for Conservative Schooling, 2011, originally published in 2005.
- A Lesson in Democracy, 2011, originally published in 2005.
- Sports and Growing Up, 2011, originally published in 1998.